# Грузины в Узбекистане
Грузины являются одним из этнических меньшинств Узбекистана.

## История
О контактах жителей Хорезма с народами Колхиды было известно еще античным авторам, торговый путь, по которому шли товары с Востока на Кавказ,  пролегал по Амударье и Каспийскому морю. С появлением Великого шелкового пути эти связи активизировались. Со второй половины VI века известно об одном из маршрутов торгового пути из Самарканда в Византию, проходившем через Кавказ и далее вдоль северного побережья Каспийского моря, Хорезм и Бухару. В частности в  поэме Шота Руставели «Витязь в тигровой шкуре» приводится описание Хорезма.
Еще одним свидетельством происходившего в Средние века культурного обмена между народами служит пересказ на грузинском языке Надаром Цицишвили произведений Алишера Навои. В поэме «Бахрам-Гуриани» рассказывается о похождении Бахрома -Гура, литературного героя поэмы  Навои "Семь планет".
Грузины среди населения Бухары фиксируются в отчете о поездке туда горного инженера Г. С. Бурнашева, совершенной в 1795 году. В 1894 и 1898 годах в городах расположенных на территории современного Узбекистана гастролировала Тифлисская опера. В 1894 году по Средней Азии путешествовал выдающийся грузинский художник Гиго Габашвили,  сделавший свои впечатления от посещения Самарканда основной темой для своих жанровых картин. В результае к началу XX века наладились контакты с Грузией и в Средней Азии действовали несколько зажиточных предпринимателей грузинского происхождения. В Коканде была гостиница «Гоглидзе», богатый предприниматель Г. М. Цинцадзе в 1911 году на свои средства построил в Ташкенте здание Цирка-варьете «Колизей».
Цирк Цинцинадзе был единственным зрелищным учреждением Ташкента в начале XX веке, в нём шли не только цирковые представления, но и ставились спектакли и устраивались концерты.
В 1900 году к Туркестанской епархии из состава Грузинской епархии была перечислена Закаспийская область.
В Туркестане служил с 1900 по 1912 г. девятый архиепископ Туркестанский и Ташкентский Дмитрий (Абашидзе Давид Ильич, князь Имеретинский). Будучи весьма образованным и интеллигентным человеком он являлся инициатором создания в 1906 году религиозной газеты «Туркестанские епархиальные новости».
По сведениям местного этнографа И. И. Зарубина  грузины жили в основном в крупных городах, так в Самарканде в 1916 году проживало 138 грузин, а в Каттакургане всего три. Всего в те годы в Туркестане проживало более 1000 грузин. Они работали чиновниками, учителями, врачами, торговцами, занимаются другой деятельностью.
В 1917 году в Туркестане была создана религиозно-земляческая организация «Союз грузин». Грузины совместно отмечали праздники, обучали детей грузинскому языку. В 1922 г. по инициативе эконопредставительства Закавказской Федерации в Туркестане в Мирзачульском уезде было создано аграрное предприятие по выращиванию хлопка, прорыт канал в Голодной степи, из Грузии в Туркестан была доставлена современная для того времени техника. В 30-е гг. эти опытные работы были искусственно свернуты, однако и в последующие годы грузинские специалисты  участвовали в ирригации и мелиорации сельского хозяйства Узбекской ССР.
18 ноября 1964 года в Ташкенте прошел «золотой матч» первенства СССР по футболу, в котором «Динамовцы» из Тбилиси обыграли московское «Торпедо» со счётом 4:1 и впервые в своей истории стали чемпионами СССР. Устроители матча рассчитывали, что Ташкент будучи расположен на значительном расстоянии и от Тбилиси и Москвы, сможет послужить нейтральной площадкой для его проведения. Однако на деле большинство зрителей из числа местных жителей (на матче присутствовало более 60 тысяч) болели за грузинскую команду. Этот факт стал причиной того, что в Грузии до сих пор с теплом вспоминают этот матч, 50-летие которого было широко отмечено в Тбилиси и в Ташкенте в 2014 году.
Одна из центральных улиц города Ташкента носит имя Шота Руставели.

## Грузинская диаспора в Узбекистане
Многие молодые грузины приезжали учиться в вузы Узбекистана, а после окончания учёбы оседали здесь, создавая диаспору грузинских ученых и интеллигенции. С конца 1940-х годов грузины работают в научных учреждениях республики в области астрофизики и сейсмологии, гляциологии, физики и электроники, легкой и пищевой промышленности, ирригации и гидротехники, архитектуры (К. А. Никурадзе и Ш. Ратия), истории (Х. Ш. Гиунашвили), археологии  (академик Э. В. Ртвеладзе), культуры и искусства (виолончелист В. З. Чахвадзе, скульпторы Н. А. Банделадзе, А. И. Джишиашвили). В Ташкенте в 80-90-х гг. жил В. Хомерики основатель Грузинского национально-культурного центра Узбекистана, а ныне первый вице-президент общества «Грузины в России».
В настоящее время в Ташкенте действует общество дружбы «Узбекистан-Грузия» и культурный центр «Мегоброба». В 2000 году численность грузин в Узбекистане составляла около 1130 человек. В настоящее время, по разным оценкам, в Узбекистане проживает от 1000 до  4000 грузин, посольство Грузии находится в Ташкенте. Кроме того, в Узбекистане проживают грузинские футболисты - легионеры, которые становятся членами футбольных клубов Узбекистана. Одним из них является бывший капитан ташкентского «Пахтакора», а в сегодняшнее время игрок ташкентского «Локомотива» — Каха Махарадзе, нынешний главный тренер «Пахтакора» Шота Арвеладзе.
В Узбекистане проживают и представители деловых кругов Грузии, так на сегодняшний день в стране создано 9 предприятий с участием грузинского капитала, занимающиеся торговлей, маркетинговыми услугами, производством строительных материалов и прочей деятельностью. При Министерстве внешних экономических связей, инвестиций и торговли Узбекистана аккредитовано 3 представительства грузинских компаний.

## История численности
| Год  | Численность                             |
| ---- | --------------------------------------- |
| 1926 | 697                                     |
| 1979 | 4088                                    |
| 1989 | 4704                                    |
| 2000 | 1130 (оценка)                           |
| 2015 | около 1000, по другим данным около 4000 |